# DolWin gamma
DolWin gamma — офшорна трансформаторна платформа, яка конвертує отриману від вітрових електростанцій продукцію зі змінного у прямий струм для подальшої подачі на суходіл через кабель HVDC (ЛЕП прямого струму високої напруги).
Розташована в німецькому секторі Північного моря на північний захід від острова Боркум (але ближче до узбережжя ніж власне «боркумський кластер»— BorWin alpha та інші), платформа DolWin gamma призначена для передачі до 900 МВт потужності. До неї планується під'єднати ВЕС Меркур (400 МВт) та ВЕС Боркум-Рифгрунд 2 (448 МВт), введення яких в експлуатацію заплановане на 2019 рік.
Встановлена в районі з глибиною 28 метрів опорна основа («джекет») платформи DolWin gamma складається з двох однакових частин, кожна з яких закріплена за допомогою 9 паль довжиною 78 метрів, заглиблених під морське дно на 62 метри. Роботи зі встановлення провадив плавучий кран Hermod, а виробництво «джекетів» здійснили у Вісмарі та Штральзунді.
Надбудову з обладнанням («топсайд») вагою понад 18 000 тонн спорудили у Варнемюнде. Звідти її доставили на місце монтажу на баржі Nordic Giant 102. Останню завели між двома «джекетами», після чого шляхом балансування опустили надбудову на опори, виконавши таким чином монтаж методом насуву (float-over). Після цього за допомогою вбудованого самопідіймального механізму «топсайд» підняли на рівень 21 метр від поверхні. Загальна вага конструкцій платформи (включаючи основу та палі) сягнула 34 670 тонн.
Спорудження основи та монтаж «топсайду» припали на 2016 та 2017 роки відповідно. Після цього для обслуговування подальших налагоджувальних робіт залучили самопідіймальне судно JB-117.
DolWin gamma з'єднана з розташованою поряд DolWin alpha кабельною лінією довжиною 250 метрів, розрахованою на роботу під напругою до 155 кВ. Продукція вітрових електростанцій надходитиме на DolWin gamma під такою ж напругою, після чого на платформі здійснюється підвищення цього показника до 320 кВ з подальшим перетворенням у прямий струм. Видача електроенергії відбуватиметься по двом кабельним лініям (DolWin3) загальною довжиною по 162 км (в тому числі 83 км офшорної ділянки) до другої конвертерної станції Дерпен-Захід, яка перетворюватиме струм назад у змінний для видачі в енергомережу країни. 40 км офшорної частини лінії споруджувало кабелеукладальне судно Cable Enterprise, тоді як на мілководній ділянці працювало BoDo Installer.